# Oded Katash

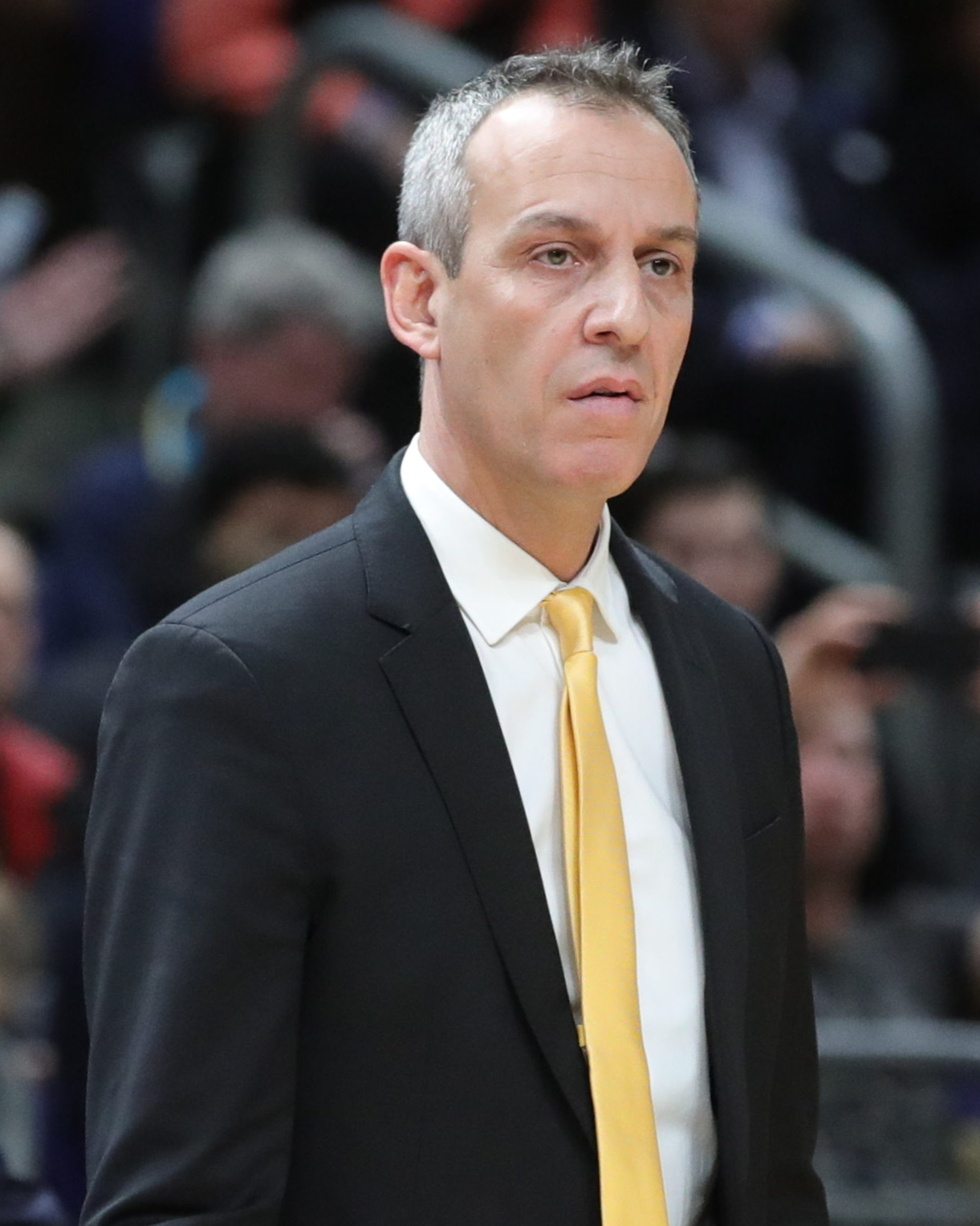
Oded Katash, 2022

Oded Katash, achternaam ook wel geschreven als Kattash, (Hebreeuws: עודד קטש) (Givatayim, 10 oktober 1974) is een Israëlisch oud-basketballer en voormalig basketbaltrainer.

## Carrière als speler

### Clubs
- 1993-1995: Maccabi Ramat Gan
- 1995-1998: Maccabi Tel Aviv BC
- 1998-2001: Panathinaikos BC

### Prijzen
- EuroLeague 2000
- Kampioen van Israël 1996, 1997, 1998
- Beker van Israël 1998

## Carrière als trainer
- 2004-2007: Hapoel Galil Elyon BC
- 2007-2008: Maccabi Tel Aviv BC
- 2008-2009: Hapoel Galil Elyon BC
- 2010-heden: Hapoel Jeruzalem BC